# Duosperma grandiflorum
Duosperma grandiflorum är en akantusväxtart som beskrevs av Vollesen. Duosperma grandiflorum ingår i släktet Duosperma och familjen akantusväxter. Inga underarter finns listade i Catalogue of Life.